# Diocesi di Tabbora
La diocesi di Tabbora (in latino Dioecesis Tabborensis) è una sede soppressa e sede titolare della Chiesa cattolica.

## Storia
Tabbora, identificabile con Henchir-Tembra nell'odierna Tunisia, è un'antica sede episcopale della provincia romana dell'Africa Proconsolare, suffraganea dell'arcidiocesi di Cartagine.
Sono tre i vescovi documentati di Tabbora. Alla conferenza di Cartagine del 411, che vide riuniti assieme i vescovi cattolici e donatisti dell'Africa romana, presero parte il cattolico Marino e il donatista Vittore. Costantino assistette al concilio antimonotelita di Cartagine del 646.
Dal XX secolo Tabbora è annoverata tra le sedi vescovili titolari della Chiesa cattolica; dal 22 febbraio 1999 il vescovo titolare è António Maria Bessa Taipa, già vescovo ausiliare di Porto.

## Cronotassi

### Vescovi
- Marino † (menzionato nel 411)
  - Vittore † (menzionato nel 411) (vescovo donatista)
- Costantino † (menzionato nel 646)

### Vescovi titolari
- Jacques-Eugene Manna † (18 agosto 1902 - 15 febbraio 1928 deceduto)
- Lino Rodrigo Ruesca † (1º maggio 1929 - 28 gennaio 1935 nominato vescovo di Huesca)
- Mario Civelli, P.I.M.E. † (11 marzo 1935 - 11 aprile 1946 nominato vescovo di  Hanzhong)
- Władysław Suszyński † (19 gennaio 1948 - 27 ottobre 1968 deceduto)
- József Udvardy † (10 gennaio 1969 - 7 gennaio 1975 nominato vescovo di Csanád)
- António dos Santos † (6 dicembre 1975 - 17 novembre 1979 nominato vescovo di Guarda)
- Getúlio Teixeira Guimarães, S.V.D. † (20 dicembre 1980 - 26 marzo 1984 nominato vescovo di Cornélio Procópio)
- Fernando Sáenz Lacalle † (22 dicembre 1984 - 22 aprile 1995 nominato arcivescovo di San Salvador)
- Eugène Lambert Adrian Rixen (30 novembre 1995 - 2 dicembre 1998 nominato arcivescovo di Goiás)
- António Maria Bessa Taipa, dal 22 febbraio 1999